# Zbojštica
Zbojštica (en serbe cyrillique : Збојштица) est un village de Serbie situé sur le territoire de la Ville d'Užice, district de Zlatibor. Au recensement de 2011, il comptait 167 habitants.

## Démographie
| 1948 | 1953 | 1961 | 1971 | 1981 | 1991 | 2002 | 2011 |
| ---- | ---- | ---- | ---- | ---- | ---- | ---- | ---- |
| 355  | 371  | 294  | 257  | 220  | 190  | 172  | 167  |

|  |